# Elektrownia jądrowa Mochovce

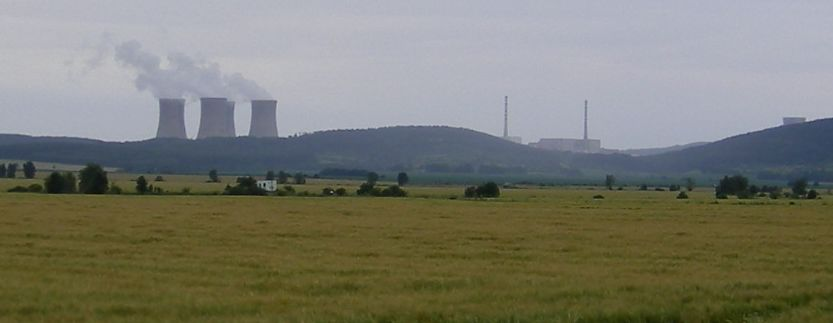
Elektrownia Mochovce

Elektrownia jądrowa Mochovce (słow. Atómové elektrárne Mochovce) – elektrownia jądrowa składająca się z dwóch działających reaktorów i dwóch w trakcie budowy, znajdująca się w południowej Słowacji między miastami Nitra i Levice na miejscu dawnej wsi Mochovce. Jest zlokalizowana około 15 km na północny zachód od miejscowości Levice. Wytwarzając prawie 6000 GWh rocznie, elektrownia zaspokaja 20% zapotrzebowania Słowacji na energię elektryczną.
Właścicielem jest słowacka spółka należąca do skarbu państwa – Slovenské elektrárne.

## Historia[2]
Budowa nowej elektrowni atomowej z 4 reaktorami wodnymi ciśnieniowymi WWER 440/213 została zaproponowana w latach 70. Rząd Czechosłowacji zainicjował badania w celu ustalenia stabilności sejsmicznej miejsc, gdzie miałaby powstać nowa elektrownia. Po uwzględnieniu wszystkich czynników, zdecydowano się na budowę na terenie wsi Mochovce. Prace rozpoczęto w czerwcu 1981. Pierwsze dwa reaktory Mochovce-1 i Mochovce-2 wybudowano 1 października 1983.
Budowę pozostałych dwóch jednostek zaczęto w 1985. Przerwano ją w 1991, ze względu na brak środków. W 1995 rząd zatwierdził plan ukończenia reaktorów Mochovce-3 i Mochovce-4 w nowej, bezpieczniejszej zachodniej technologii. Dokończenie budowy oprotestowano w Austrii, która jest przeciwna wykorzystywaniu energii jądrowej. Ostatecznie planuje się oddanie do użytku dwóch ostatnich reaktorów w latach 2015–2016.